# Amir Shayesteh Tabar
Amir Shayesteh Tabar (persisch امیر شایسته تبار; geboren am 7. April 1967 in Teheran) ist ein iranischer Maler. Er erlangte erstmals internationale Aufmerksamkeit durch eine Anthologie einzelner digitaler Kunstwerke, die er unter dem Namen  The Blue Symphony veröffentlichte. Die Titel der einzelnen Bilder sind den Suren des Korans entnommen.

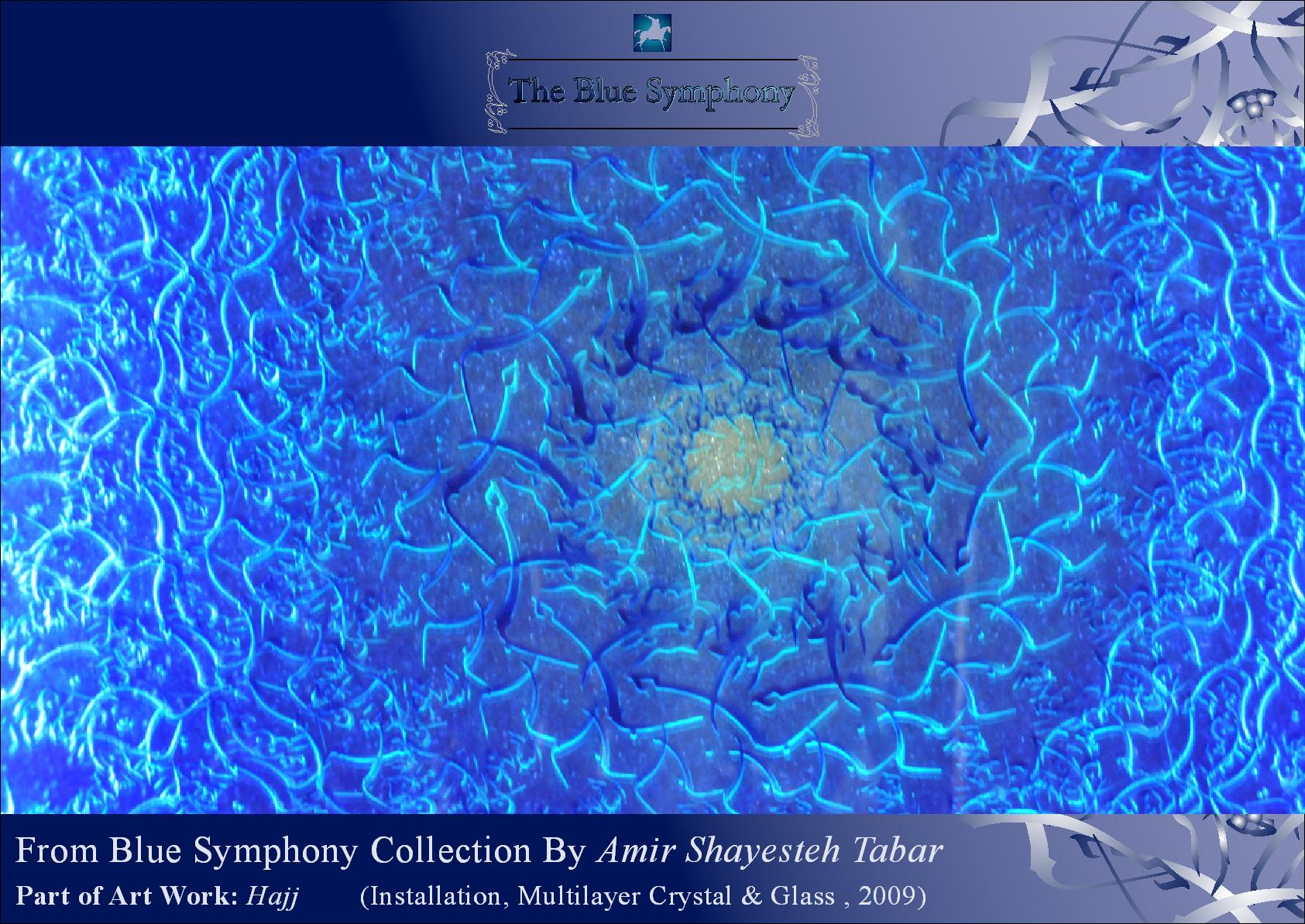
Ausschnitt aus dem Kunstwerk „Hajj“, Teil der Kollektion Blue Symphony

## Leben
Amir Shayesteh Tabar ist ein persischer Iraner, der in einfachen Verhältnissen in Teheran aufwuchs. Er interessierte sich bereits früh für Kunst und die Anfänge der Computertechnik und absolvierte erfolgreich ein Bachelorstudium in Industrial Management an der Allameh-Tabataba'i-Universität in Teheran.
Während seiner Studienzeit erlernte Tabar autodidaktisch die Grundlagen der Malerei, Poesie, Fotografie, Kalligraphie und Kunstgeschichte.
Tabar sah im heutigen Iran, geprägt durch die Entwicklungen nach der Islamischen Revolution im Jahr 1979, keine Zukunft für sich und lebt seit Jahrzehnten an verschiedenen Orten im Ausland. Die „Blue Symphony“-Kunstwerke wurden im Iran, in Italien, Indonesien, Fidschi Dubai und Kasachstan ausgestellt. War and Peace und Silence of the Universe sind weitere künstlerische Projekte von Amir Shayesteh Tabar. Er plant die Gründung einer Blue-Symphony-Stiftung, die für die Stärkung der digitalen Künste, der menschlichen Spiritualität und des Weltfriedens eintreten soll.

## Kunst
Der Name des Titels jedes Kunstwerks von "The Blue Symphony" ist einer bestimmten Sure des Korans entnommen. Die in den digitalen Kunstwerken sichtbaren Muster sind im Wesentlichen ineinander verwobene Wörter und Buchstaben, die den arabischen Satz "Im Namen des Herrn, des Barmherzigen und des Gnädigen" bilden, wobei die persische Schriftart Nastaligh verwendet wurde. Anders als bei der Kalligrafie entsteht der Ausdruck nicht aus den Worten selbst, sondern ihre Verschmelzung führt zur Schaffung von etwas Neuem. Schönheit und Bedeutung entstehen nicht allein durch die geschickte Erzeugung und Anordnung von Buchstaben, sondern vielmehr durch komplizierte, ausdrucksstarke und sich entwickelnde Kombinationen von Farben, Buchstaben und geometrischen Mustern, die zu einem einzigartigen und unverwechselbaren Kunstwerk zusammengeführt werden.
Die "Blaue Symphonie" konzentriert sich nicht ausschließlich auf die islamische Kultur, sondern nimmt auch Einflüsse der persischen Schöpfer des Goldenen Zeitalters der islamischen Kunst, der Kulturen Indiens und Marokkos sowie von Werken der Barockzeit der westlichen Zivilisation auf.
Shayesteh Tabar ist ein früher Befürworter der Digitalisierung der Kunst, indem er auf die Vorteile hingewiesen hat, die digitale Kunstwerke gegenüber ihren physischen Gegenstücken haben, nämlich ihre Verfügbarkeit, Transportierbarkeit, Unzerstörbarkeit, Skalierbarkeit und Überprüfbarkeit durch den Einsatz digitaler Speicherwerkzeuge und der jüngsten Blockchain-Technologie. Darüber hinaus weist er darauf hin, dass die Möglichkeit, digitale Signaturen zu erstellen, es auch denjenigen ermöglicht, die weniger Geld für Kunst ausgeben können, Eigentümer von Originalkunstwerken zu werden, und dass es unendlich viele Anwendungsfälle für digitale Kunstwerke gibt, da sie gedruckt, auf Bildschirmen angezeigt, in die architektonischen Merkmale von Gebäuden integriert oder sogar als Hologramme verwendet werden können. 
Shayesteh Tabar beschreibt es als seinen "Traum, dass diese Muster für Stadtlandschaften, Gebäude, Moscheen, Innenräume, Schmuck, Modekleidung, Teppiche und andere Objekte verwendet werden. "Für die islamische Welt geht es darum, unsere Identität zu bekräftigen, Kinder mit unserer reichen Kunstgeschichte in Berührung zu bringen und die Kunst in das Leben zu integrieren, um Schönheit und Harmonie im Außen und Innen zu schaffen."

## Vision
Amir Shayesteh Tabars künstlerischer Ansatz beruht auf der Überzeugung, dass Kunst für jedermann zugänglich sein und vor Zensur geschützt werden sollte. Bereits in den frühen 1990er Jahren erkannte er das revolutionäre Potenzial der Anwendung digitaler Technologien in der Kunst. Seine Überlegung war, dass insbesondere durch den Einsatz der Blockchain-Technologie die Authentizität und Unvergänglichkeit digitaler Kreationen garantiert werden kann und Kunstwerke theoretisch für immer im digitalen Raum erhalten bleiben können.
Digital geschaffene Kunstwerke weisen dieselben Merkmale auf wie traditionelle Kunstwerke, abgesehen davon, dass sie nicht physisch sind, da ihre Schaffung eine gewisse künstlerische Fähigkeit und Inspiration erfordert. Darüber hinaus werden sie weder neu bearbeitet noch können sie vervielfältigt werden, und ihre Originalität kann über die Blockchain zurückverfolgt und überprüft werden. Shayesteh Taber verwendet eine fortschrittliche Vektorskalierungstechnologie, um Buchstaben geschickt anzuordnen und Tiefe in seinen Blue Symphony-Kunstwerken zu erzeugen. 

## Ausstellungen und Auszeichnungen

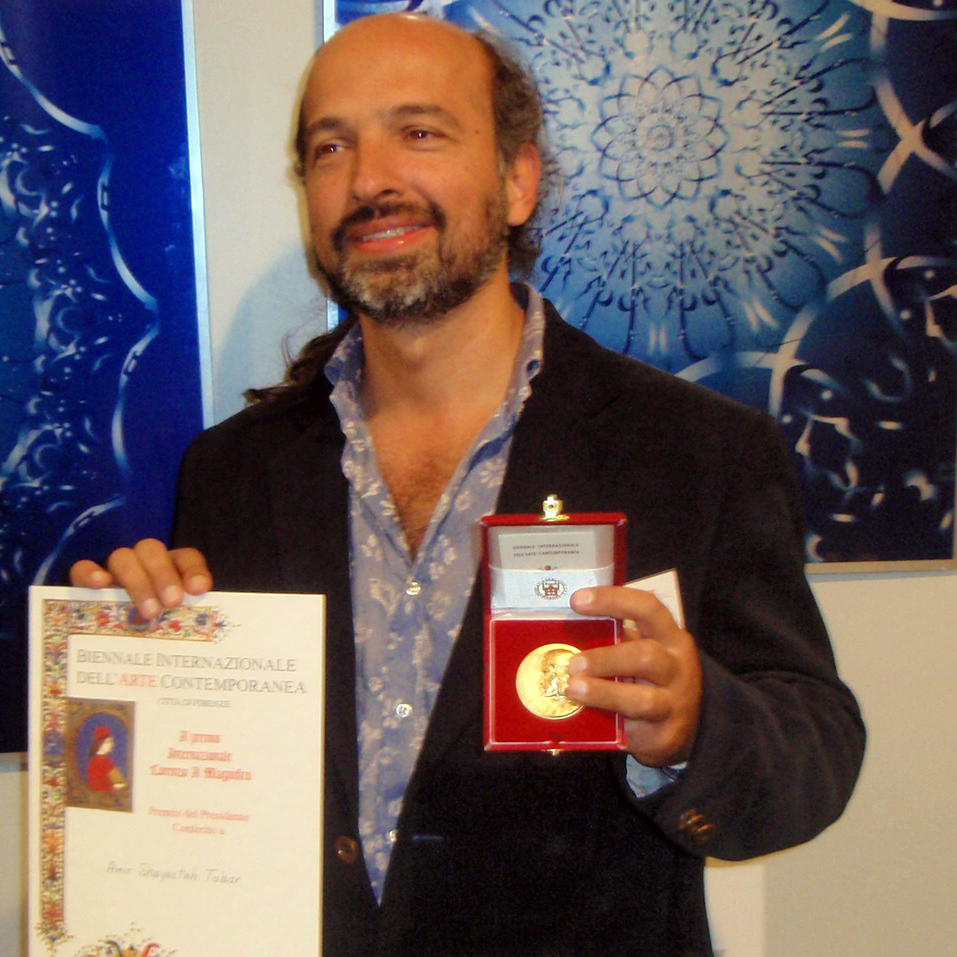
Amir Shayesteh Tabar auf der Florenzer Biennale 2009

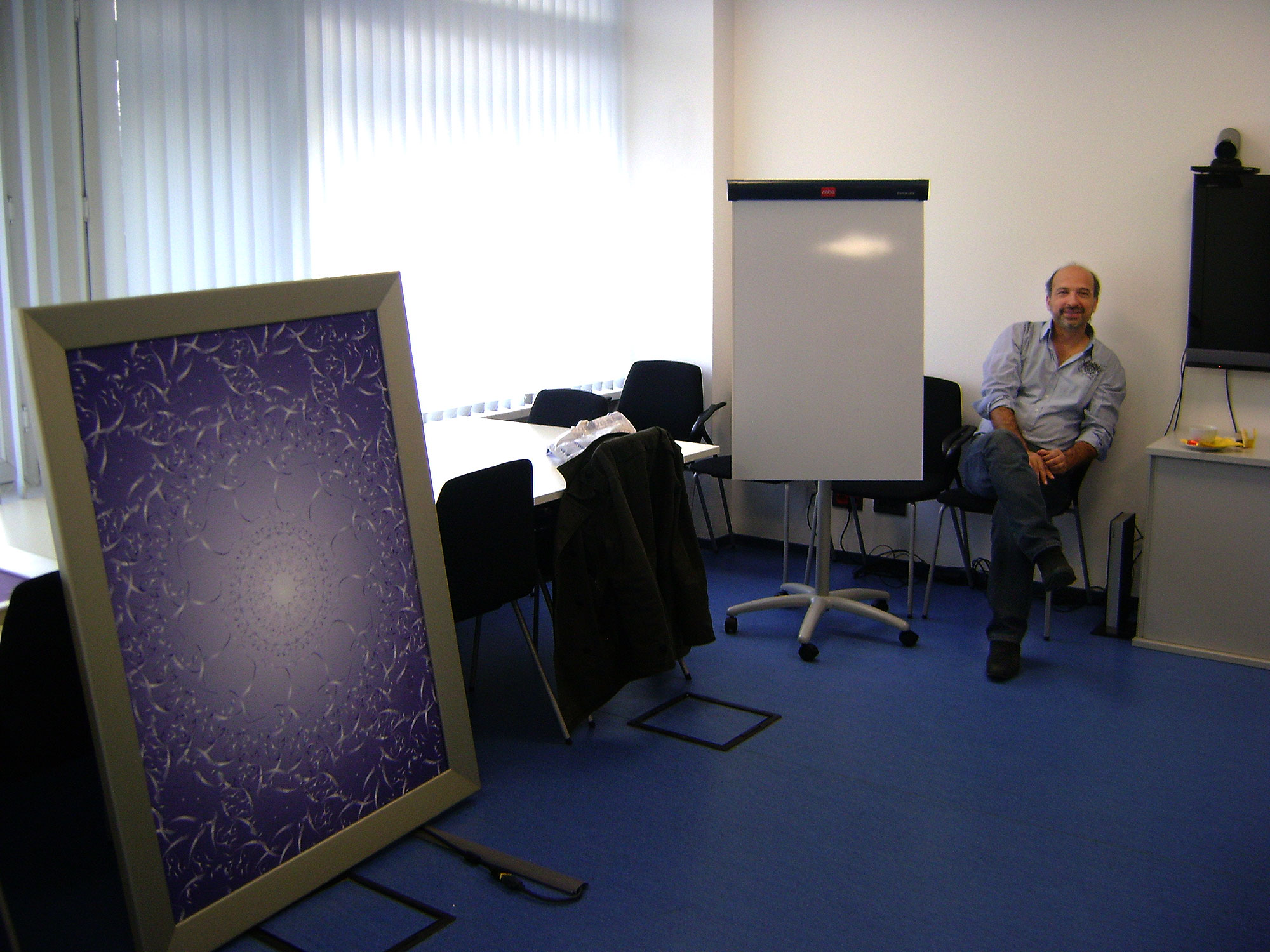
Amir Shayesteh Tabar im Jahr 2011 im Vorfeld einer internationalen Ausstellung

Amir Shayesteh Tabar wurde im Jahr 2009 auf der Florence Biennale mit dem Preis „Lorenzo Il Magnifico“ ausgezeichnet. Seine Werke wurden durch Ausstellungen auf der ganzen Welt einem breiten Publikum, u. a. Personal der Vereinten Nationen, zugänglich gemacht.